# Декрет про мир (1917)

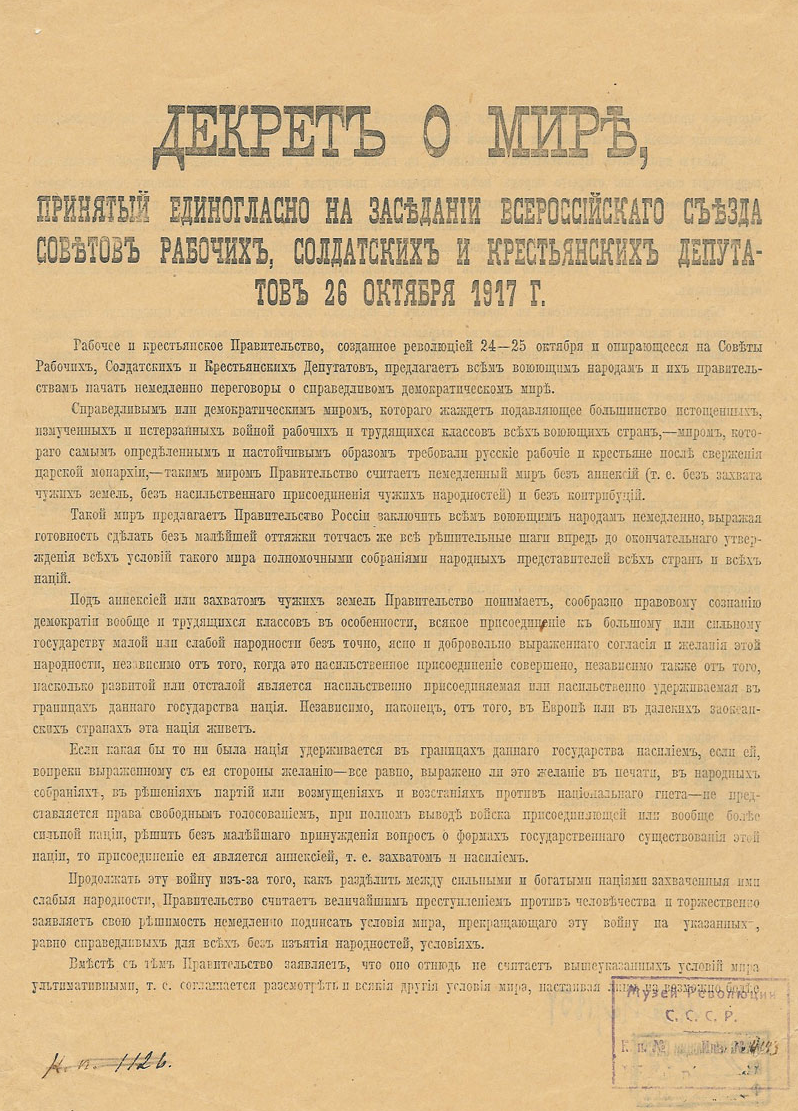
Текст Декрету, листівка 1917 року

Декрет про мир 1917 — перший зовнішньо-політичний акт уряду Радянської Росії — Ради народних комісарів. Проєкт підготовлений Володимиром Ульяновим, проголошеної ним та одностайно ухваленої у Петрограді Другим Всеросійським з'їздом рад. 

## Історія
Декрет був зверненням до всіх учасників Першої світової війни про необхідність негайного укладення перемир’я терміном не менш ніж на три місяці для проведення переговорів щодо встановлення «справедливого демократичного миру» без анексій та контрибуцій. Продовження війни трактувалося «злочином проти людства». У декреті проголошувалося право кожної нації на самовизначення, законність визвольної боротьби поневолених народів, невтручання у внутрішні справи інших держав, засудження практики таємної дипломатії колишніх царського і Тимчасового урядів.
27 січня (9 лютого) 1918 укладено сепаратний мир між УНР та державами Четверного союзу, що став першим міжнародно-правовим актом, який визнавав УНР суб’єктом міжнародного права, та першим мирним договором у світовій війні 1914–1918. (див. Перша світова війна).

## Зміст
Текст декрету опубліковано наступного дня у російських газетах «Правда» та «Известия», транслювався на всі радіостанції світу. Уряди країн Антанти (Велика Британія, Франція) відхилили декларовані декретом мирні ініціативи й були налаштовані на воєнне вторгнення у радянську Росію. Тим часом у Великій Британії, Франції та США відбувалися мітинги із закликами підтримати радянську Росію, її пропозиції щодо миру. На відміну від Антанти уряди держав Четверного союзу (Німеччина, Австро-Угорщина, Болгарія й Туреччина) висловили готовність взяти участь у переговорах, які й розпочалися 20 листопада (3 грудня) у штабі німецьких військ у Брест-Литовську, і 2 (15) грудня укладено угоду про перемир’я. 
В Україні реакцією на зміну влади у Петрограді та перші декрети радянського уряду стало проголошення Українською Центральною Радою в ІІІ Універсалі 7 (20) листопада Української Народної Республіки на основі федеративних взаємовідносин із Росією. Уряд радянської Росії (Рада народних комісарів), ігноруючи положення декрету про мир та самий факт підтримки й довіри, висловленої Українській Центральній Раді більшістю делегатів І загальноукраїнського з’їзду Рад, підтримав створений наприкінці грудня у Харкові опозиційний уряд (Народний секретаріат УНР) і розпочав збройне вторгнення в Україну. За таких умов УЦР, на пропозицію Німеччини та Австро-Угорщини, приєдналася до мирних переговорів і делегувала своїх представників до Брест-Литовська.
Декрет проголошував принцип мирного співіснування держав із різним суспільним ладом; пропонував усім воюючим державам та урядам негайно розпочати переговори про укладання миру без анексій і контрибуцій, на період переговорів увести перемир'я строком на три місяці. В документі декларувалася справедливість визвольної боротьби пригноблених народів, засуджувався колоніалізм і заявлялося про скасування практики таємної дипломатії, що використовувалася царським урядом та згодом Тимчасовим урядом. Для більшовиків вихід із війни був головним засобом боротьби за владу.